# (9471) Ostend
(9471) Ostend (1998 OU13) – planetoida z pasa głównego asteroid okrążająca Słońce w ciągu 4,67 lat w średniej odległości 2,79 j.a. Odkryta 26 lipca 1998 roku.